# Un duro per la legge
Un duro per la legge (Walking Tall) è un film del 1973 diretto da Phil Karlson.
È un film poliziesco a sfondo d'azione e thriller statunitense con Joe Don Baker, Elizabeth Hartman e Leif Garrett. Il film ha avuto due sequel, nel 1975 I giorni roventi del poliziotto Buford (Walking Tall Part 2) e nel 1977 Walking Tall: Final Chapter. Il ruolo principale nei due sequel è stato dato al attore Bo Svenson. Nel 1981 è stato prodotto invece una serie tv di 7 episodi Uno sceriffo contro tutti (Walking Tall) sempre interpretato da Bo Svenson.
Nel 2004 ne è stato prodotto un remake,  A testa alta, con Dwayne Johnson.

## Trama
Buford Pusser, ex combattente in Vietnam ed ex lottatore, viene eletto sceriffo per difendere la sua città dai criminali. Ma, quando gli viene uccisa la moglie lui decide di combattere contro i criminali.

## Produzione
Il film, diretto da Phil Karlson su una sceneggiatura di Mort Briskin, Stephen Downing e John Michael Hayes, fu prodotto da Mort Briskin per la Bing Crosby Productions e girato nel Tennessee da metà luglio a metà agosto 1972.

## Distribuzione
Il film fu distribuito negli Stati Uniti nel febbraio del 1973 dalla Cinerama Releasing Corporation.
Distribuzione internazionale del film:
- in Svezia il 19 aprile 1974 (Sheriffen rensar stan)
- in Spagna il 13 maggio 1974 (Pisando fuerte)
- in Germania Ovest il 23 agosto 1974 (Der Große aus dem Dunkeln)
- in Francia il 18 settembre 1974 (Justice sauvage)
- in Danimarca il 23 settembre 1974 (Sheriffen, der ikke ville dø)
- in Finlandia il 21 febbraio 1975 (Lahjomaton Pusser)
- in Turchia nell'ottobre del 1981 (Tek basina)
- in Grecia (Agrios, skliros ekdikitis)
- in Ungheria (Emelt fővel)
- in Italia (Un duro per la legge)

## Promozione
Le tagline in inglese del film erano:
- Take your best shot... 'cause it'll probably be your last.
- The all time box office champ!
- Buford "The Bull" made them pay for every sin!
- He was going to give them law and order or die trying.
- A real man who became a living legend!
- The measure of a man is how tall he walks.
- Buford Pusser: the man who became a legend in our time.

## Curiosità
- Il film, così come il suo successivo remake A testa alta, trae ispirazione da una storia realmente accaduta, quella di Buford Hayse Pusser,[5] sceriffo della contea di McNairy, Tennessee, deceduto nel 1974 in un incidente stradale.[6]
- Il doppiaggio italiano fu curato dalla Cine Video Doppiatori.